# Рева Сергій Вікторович
Сергій Вікторович Рева (нар. 13 вересня 1955, Севастополь) — український дипломат. Надзвичайний і Повноважний Посол України в Ірландії (2010—2015).

## Біографія
Народився 13 вересня 1955 року у місті Севастополь. У 1977 році закінчив Московський державний інститут міжнародних відносин. Володіє англійською, французькою та румунською мовами.
З 1978 по 1985 — аташе, третій секретар Посольства СРСР у Румунії.
З 1985 по 1991 — другий секретар відділу міжнародних економічних організацій Міністерства зовнішніх справ України.
З 1991 по 1996 — другий, перший секретар Постійного представництва України при відділенні ООН та інших міжнародних організацій у Женеві.
З 1996 по 2000 — завідувач відділу, заступник начальника, начальник Управління міжнародних організацій МЗС України.
З 2000 по 2002 — заступник постійного представника України при Раді Європи (Страсбург).
З 2002 по 2004 — директор Департаменту політики та безпеки МЗС України.
З 2004 по 2007 — заступник постійного представника України при Раді Європи (Страсбург).
З 2007 по 2008 — Посол з особливих доручень МЗС України.
З 2008 по 2010 — директор Політичного департаменту МЗС України.
З 2010 по 2015 — Надзвичайний і Повноважний Посол України в Ірландії.
З 2015 по 2020 — Посол з особливих доручень, заступник Голови Національної комісії України у справах ЮНЕСКО.

## Дипломатичний ранг
- Надзвичайний і Повноважний Посол (2020)[6].